# Festival znanosti
Festival znanosti je manifestacija koja se u Hrvatskoj redovito održava od 2003. godine krajem travnja s ciljem približavanja znanosti javnosti kroz informiranje o djelatnostima na području znanosti, poboljšavanje javne percepcije znanstvenika te motiviranje mladih ljudi za istraživanje i stjecanje novih znanja.
Svake godine tema se određuje na nacionalnoj razini, u pravilu je univerzalna i kao takva se uklapa u sva područja znanosti. Tijekom manifestacije, kojoj je cilj približiti znanost javnosti, znanstvenici i studenti popularnim predavanjima, radionicama, raspravama, izložbama, pokusima, obilascima, panel-raspravama i drugim događanjima daju doprinos popularizaciji znanosti. Festival prikazuje znanost i tehnologiju u atmosferi sličnoj umjetničkom ili glazbenom festivalu pa mogu postojati i događaji koji povezuju znanost s umjetnošću ili poviješću, kao što su predstave, dramatizirana čitanja i koncerti. Osnovni sadržaj je znanost i tehnologija, ali stil dolazi iz svijeta umjetnosti. Tema 2024. je inteligencija s naglaskom na umjetnu inteligenciju.
Organizatori Festivala su: Sveučilišta u Splitu, Zagrebu, Rijeci, Zadru i Osijeku u suradnji s Tehničkim muzejom Nikola Tesla i British Councilom. Festival znanosti održava se pod pokroviteljstvom Ministarstva znanosti i obrazovanja Republike Hrvatske, i uz sufinanciranje Grada Zagreba – Gradskog ureda za kulturu i civilno društvo i Ministarstva kulture i medija. Sva događanja za posjetitelje su besplatna.
Moderni koncept festivala dolazi iz škotskoga grada Edinburgha 1989. godine. Izbor Glasgowa za europsku prijestolnicu kulture za 1990. iznenadio je Edinburgh i potaknuo ga da se rebrandira kao grad znanosti.[nedostaje izvor] Festivali znanosti održavaju se u mnogim gradovima na nekoliko kontinenata diljem svijeta. Jednim od najstarijih festivala znanosti smatra se godišnje višednevno događanje pod nazivom „Dani znanosti” na području Europa-Parka u njemačkome gradu Rust.[nedostaje izvor]

## Vanjske poveznice
- Službena internetska stranica Festivala znanosti